# ریزه میزه (فیلم)

لوگوی توی استوری

ریزه میزه (انگلیسی: Small Fry) انیمیشنی کامپیوتری از پیکسار به کارگردانی آنگوس مک‌لین است که در سال ۲۰۱۱ منتشر شد. ریزه میزه دومین انیمیشن کوتاه در سری توی استوری تونز است که بر اساس فیلم‌های بلند داستان اسباب بازی ساخته شده‌اند. دو فیلم دیگر تعطیلات در هاوایی و رکس پارتی جور کن هستند.

## گویندگان
- تیم آلن - باز لایتیر
- تدی نیوتون - باز لایتیر کوچک
- تام هنکس - وودی
- جون کیوسک - جسی
- دان ریکلس - آقای سیب زمینی
- استل هریس - خانوم سیب زمینی
- والاس شاون - رکس
- جان راتزنبرگر - هم
- جین لینچ - کویین نپتونا
- تیموتی دالتون - آقای پریکلپنتس